# Georg Kemper
Georg Kemper (* 11. November 1880 in Oelde; † 25. März 1948 ebenda) war ein deutscher Bildhauer und Keramiker.

## Leben
Georg Kemper wurde 1880 als drittes Kind des Kaufmanns Christian Kemper und seiner Ehefrau Maria geb. Rose geboren. Nach dem Schulbesuch und einer Bildhauerlehre besuchte er die Akademie der bildenden Künste Nürnberg und war dann von 1904 bis 1912 Student an der Kunstakademie München, zunächst als Schüler bei Wilhelm von Rümann und dann bei Adolf von Hildebrand, der ihn maßgeblich beeinflusste. Zweimal wurde Kemper die Silbermedaille, damals die höchste Auszeichnung der Akademie, verliehen. Er war von 1938 bis 1942 auf allen Großen Deutschen Kunstausstellungen in München vertreten. Kemper lebte und arbeitete in seinem Atelier bis zum Ende des Zweiten Weltkriegs in München, wegen Luftangriffe durch die Alliierten zog er dann wieder in seine Heimatstadt Oelde. In München war er eng mit Olaf Gulbransson befreundet. Kemper starb 1948.

## Werk

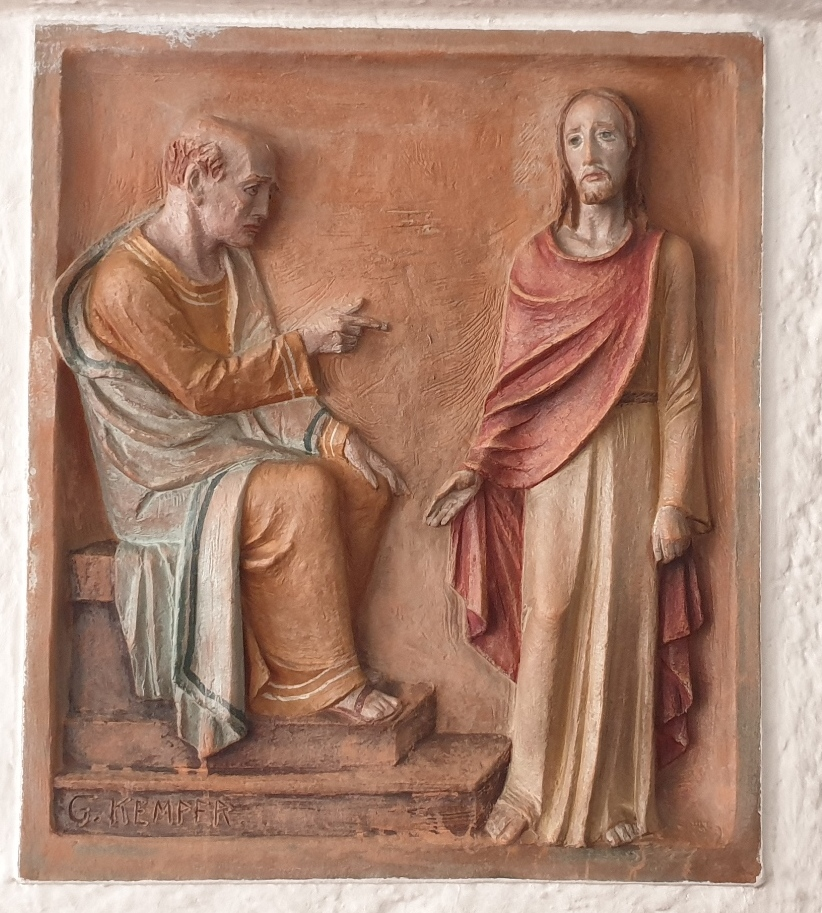
Kreuzwegstation in der Schlosskapelle in Bad Grönenbach

Georg Kemper hat eine Fülle von Klein- und Großplastiken in Stein und Bronze geschaffen, vor allem aber auch in farbig glasierter Majolika. Unter dem Eindruck seiner Erlebnisse im Ersten Weltkrieg beschäftigte er sich auch stark mit religiösen Themen, so hat er eine Reihe von Kirchen mit Plastiken ausgestattet. Hervorzuheben ist dabei der von ihm in den Jahren 1924 bis 1928 gestaltete Kreuzweg in der Kirche St. Alban von Effelder.

### Öffentlich zugängliche Arbeiten
- Dessau: Kreuzweg in der katholischen Propsteikirche St. Peter und Paul (1938)
- Deuna: Terrakotta-Kreuzweg in der katholischen Pfarrkirche St. Peter und Paul (1942)
- Effelder: Kreuzweg in der katholischen Pfarrkirche St. Alban
- Bad Grönenbach: Kreuzweg in der Schlosskapelle
- Gößweinstein: Kreuzweg Denkmalliste
- Iserlohn: Kreuzweg
- Landau/Pfalz: Ignatius von Loyola
- Möhler: Herz-Jesu-Figur
- Offenbach: Schmerzensmann
- Oelde:
  - Vier Jahreszeiten (Putten auf Säulen) an der ehemaligen Sparkasse
  - monumentales Kreuz sowie mehrere Grabdenkmäler auf dem Friedhof
  - Schmerzensmann und Auferstandener Christus (in Bronze) in der katholischen Pfarrkirche St. Johannes
- Percha am Starnberger See: Kreuzweg